# Tobu Zoo
Koordinaten: 36° 1′ 16″ N, 139° 42′ 47″ O
Tōbu-Zoo (japanisch 東武動物公園 Tōbu dōbutsu kōen, englisch Tobu Zoo) ist ein Freizeitpark und Zoo in der Stadt Miyashiro im Kreis Süd-Saitama der japanischen Präfektur Saitama, der 1981 eröffnet wurde. Der Eigentümer des Parks ist Tōbu Tetsudō, während die Verwaltung durch Tobu Leisure Planning (engl. für die Tōbu leisure kikaku K.K., 東武レジャー企画株式会社) durchgeführt wird.

## Grape-kun
Große mediale Aufmerksamkeit erfuhr der Humboldt-Pinguin Grape-kun, der sich in den Werbeaufsteller einer Anime-Figur in seinem Gehege „verliebte“.

## Liste der Achterbahnen
| Name                                                              | Typ                                 | Hersteller   | Eröffnungsjahr |
| ----------------------------------------------------------------- | ----------------------------------- | ------------ | -------------- |
| Diggy & Daggy's Tram Coaster / ディギ―とダギ―のトロッココースター | Powered Coaster, Familienachterbahn | Hoei Sangyo  | 2014           |
| Kawasemi / カワセミ                                               | Stahlachterbahn ohne Inversionen    | Intamin      | 2008           |
| Regina II / レジーナⅡ                                             | Holzachterbahn                      | Intamin      | 2000           |
| Tentomushi / てんとう虫                                           | Familienachterbahn                  | Zierer Rides | 1998           |

### Ehemalige Achterbahnen
| Name                                             | Typ                              | Hersteller | Eröffnungsjahr   | Schließungsjahr |
| ------------------------------------------------ | -------------------------------- | ---------- | ---------------- | --------------- |
| Crazy Mouse / クレージーマウス                   | Wilde Maus                       | Togo       | 1981             | 2009            |
| Mount Rocky Coaster / マウントロッキーコースター | Stahlachterbahn ohne Inversionen | unbekannt  | 1989 oder früher | 2003            |